# São Miguel do Rio Torto
 (octobre 2012).
Si vous disposez d'ouvrages ou d'articles de référence ou si vous connaissez des sites web de qualité traitant du thème abordé ici, merci de compléter l'article en donnant les références utiles à sa vérifiabilité et en les liant à la section « Notes et références ».
São Miguel do Rio Torto est un petit village portugais de 3 422 habitants (2001). Situé dans la région du Ribatejo, et appartenant au Conseil d'Abrantes, district de Santarém, ce village se trouve sur la rive gauche du Tage, au sommet d'une petite colline d'environ 500 mètres de hauteur. Pendant l'été les températures sont compris entre 3 et 4 °C au-dessus des prévisions de Santarém.
Ce village est entouré d'autres petits villages :
- São Miguel de Rio Torto
- Arreciadas
- Arrifana
- Cabrito
- Carvalhal
- Lameiras
- Maiorga
- Maria da Lança
- Salvadorinho
- São Macário
- Vale Cortiças
- Bicas